# 丁飞俊
丁飛俊（英語：Raf Ting，1997年3月23日—），香港歌手、曾為香港男子團體3Style成員、中國大陸男子團體沙漠五子D5成員。2019年參加愛奇藝青年勵志綜藝節目《青春有你》並獲得第26名。2020年發行個人首張EP《糊得如此獨特》。

## 演藝經歷
丁飛俊出生於香港，家中還有一個弟弟。2016年，丁飛俊與親親娛樂簽約成為旗下藝人。2018年3月，丁飛俊與王偉匡、王漢勋組成男子團體3Style。2019年1月，丁飛俊開始參加愛奇藝青年勵志綜藝節目《青春有你》，並最終獲得第26名。同年4月，丁飛俊與《青春有你》中的其他四位練習生谷藍帝、胡文煊、師銘澤、徐炳超組成限定男子團體沙漠五子D5。同年7月，沙漠五子D5宣布解散。同年9月，丁飛俊發行首支個人單曲《愛要怎麼》。同年10月，丁飛俊主演西瓜視頻網絡迷你劇《喵！歡迎光臨》。同月，丁飛俊發行單曲《少了個你》。同年11月，丁飛俊發行單曲《1%》。同月，丁飛俊開始參加愛影視垂直類段視頻節目《口袋學長團》。2020年1月，丁飛俊和董又霖、卡斯柏、徐聖恩、谷藍帝、陸思恆共同發行單曲《歡歡喜喜過新年》。同年2月，丁飛俊發行單曲《大霧》。同年3月，丁飛俊發行個人首長EP《糊得如此獨特》。同年8月，丁飛俊發行單曲《不》。同年9月，丁飛俊發行單曲《絕》。同年10月，丁飛俊發行單曲《空投》。同年11月，丁飛俊發行單曲《祝福》。

## 爭議
2020年12月7日，丁飛俊被一名站姐（微博名為「落日夢札·丁飛俊」）在微博上爆料過去曾冷暴力前女友，導致對方憂鬱，出道後主動聯繫女粉絲，約出來後故意灌醉女孩子，發生關係後再讓女生吃藥，更有騙錢等惡劣行為。同月10日，丁飛俊在微博上發布長文道歉，承認偶像層面失格，但否認做過違法亂紀的事情。丁飛俊原本準備參加騰訊視頻男團成長綜藝節目《創造營2021》，但他表示因此事已經做好退賽、甚至退圈回歸普通人的準備。同月29日，丁飛俊被爆料已經選擇退出參加《創造營2021》。

## 音樂作品

### 迷你專輯
- 《糊得如此獨特》（2020）

### 單曲
- 《愛要怎麼》（2019）
- 《少了個你》（2019）
- 《1%》（2019）
- 《歡歡喜喜過新年》（2020）
- 《大霧》（2020）
- 《不》（2020）
- 《絕》（2020）
- 《空投》（2020）
- 《祝福》（2020）

## 影視作品

### 網路劇
- 《喵！歡迎光臨》（2019）

### 常駐綜藝節目
- 《青春有你》（2019）
- 《口袋學長團》（2019）

## 外部連結
- 華誼兄弟時尚上的丁飛俊 （页面存档备份，存于）
- 丁飞俊的Facebook專頁
- 丁飞俊的Instagram帳戶
- 丁飞俊的新浪微博